# Châteauvieux-les-Fossés
Châteauvieux-les-Fossés är en kommun i departementet Doubs i regionen Bourgogne-Franche-Comté i östra Frankrike. Kommunen ligger i kantonen Ornans som tillhör arrondissementet Besançon. År 2022 hade Châteauvieux-les-Fossés 9 invånare.

## Befolkningsutveckling
Antalet invånare i kommunen Châteauvieux-les-Fossés
Referens:INSEE